# Santi patroni cattolici dei comuni del Trentino-Alto Adige
Lista di santi patroni cattolici dei comuni del Trentino-Alto Adige:

## Provincia di Bolzano
- Bolzano: Maria Santissima Assunta
- Bressanone: Ingenuino, Albuino
- Dobbiaco: San Giovanni Battista

## Provincia di Trento
- Trento: san Vigilio

- Ala
- Albiano
- Aldeno
- Altavalle
- Altopiano della Vigolana
- Amblar-Don
- Andalo
- Arco: Anna e Gioacchino
- Avio
- Baselga di Piné
- Bedollo
- Besenello: sant'Agata
- Bieno
- Bleggio Superiore
- Bocenago
- Bondone
- Borgo Chiese
- Borgo d'Anaunia
- Borgo Lares
- Borgo Valsugana
- Brentonico
- Bresimo
- Caderzone Terme
- Calceranica al Lago
- Caldes
- Caldonazzo
- Calliano
- Campitello di Fassa
- Campodenno
- Canal San Bovo
- Canazei
- Capriana
- Carisolo
- Carzano
- Castel Condino
- Castel Ivano
- Castello Tesino
- Castello-Molina di Fiemme
- Castelnuovo
- Cavalese
- Cavareno
- Cavedago
- Cavedine
- Cavizzana
- Cembra Lisignago
- Cimone
- Cinte Tesino
- Cis
- Civezzano
- Cles
- Comano Terme
- Commezzadura
- Contà
- Croviana: san Giorgio
- Dambel
- Denno
- Dimaro Folgarida
- Drena
- Dro
- Fai della Paganella
- Fiavé
- Fierozzo
- Folgaria
- Fornace
- Frassilongo
- Garniga Terme
- Giovo
- Giustino
- Grigno
- Imer
- Isera
- Lavarone
- Lavis
- Ledro
- Levico Terme
- Livo
- Lona-Lases
- Luserna
- Madruzzo
- Malé
- Massimeno
- Mazzin
- Mezzana
- Mezzano: san Giorgio
- Mezzocorona
- Mezzolombardo
- Moena
- Molveno
- Mori
- Nago-Torbole
- Nogaredo
- Nomi
- Novaledo
- Novella
- Ospedaletto
- Ossana
- Palù del Fersina
- Panchià
- Peio
- Pellizzano
- Pelugo
- Pergine Valsugana
- Pieve Tesino
- Pieve di Bono-Prezzo
- Pinzolo
- Pomarolo
- Porte di Rendena
- Predaia
- Predazzo
- Primiero San Martino di Castrozza
- Rabbi
- Riva del Garda
- Romeno
- Roncegno Terme
- Ronchi Valsugana
- Ronzo-Chienis
- Ronzone
- Rovereto
- Roveré della Luna
- Ruffré-Mendola
- Rumo
- Sagron Mis
- Samone
- San Lorenzo Dorsino
- San Michele all'Adige
- Sant'Orsola Terme
- Sanzeno
- Sarnonico
- Scurelle
- Segonzano
- Sella Giudicarie
- San Giovanni di Fassa
- Sfruz
- Soraga
- Sover
- Spiazzo
- Spormaggiore
- Sporminore
- Stenico
- Storo
- Strembo
- Telve
- Telve di Sopra
- Tenna
- Tenno
- Terragnolo
- Terre d'Adige
- Terzolas
- Tesero
- Tione di Trento
- Ton
- Torcegno
- Trambileno
- Tre Ville
- Valdaone
- Valfloriana
- Vallarsa
- Vallelaghi
- Vermiglio
- Vignola-Falesina
- Villa Lagarina
- Ville d'Anaunia
- Ville di Fiemme
- Volano
- Ziano di Fiemme